# Humplberg
Humplberg ist eine Rotte, eine Ortschaft und eine Katastralgemeinde der Marktgemeinde Offenhausen im oberösterreichischen Bezirk Wels-Land im Hausruckviertel.
Humplberg liegt auf rund 430 Metern Seehöhe südlich oberhalb des Grünbachtals auf einem hügeligen Ausläufer des Hausrucks. Die Ausdehnung der Katastralgemeinde beträgt von Nord nach Süd rund 1,5 km, von West nach Ost rund 2,5 km, die Fläche beträgt 2,48 km². Die Ortschaft Humplberg hat 12 Einwohner (Stand 2024), zur Katastralgemeinde gehören außerdem die Ortschaften Amesberg (1 Einwohner), Eglsee (8 Einwohner), Kleinkrottendorf (9 Einwohner), Paschlberg (7 Einwohner) und Wies (3 Einwohner).